# مذكرات نوال (فلم)
مذكرات نوال هو فيلم درامي كوميدي أمريكي رومانسي لعام 2022 من إخراج تشارلز شيير، ومن إنتاج مارجريت هودلستون وستيفاني سلاك وكتبه ريبيكا كونور وديفيد جولدن وتشارلز شاير وريتشارد بول إيفانز وهو صاحب الرواية التي اقتبس منها الفيلم.  نجوم الفيلم جاستن هارتلي، باريت دوس، بوني بيديليا ، إيسنس أتكينز ، وجيمس ريمار.    
تم إصدار الفيلم في الولايات المتحدة في 24 نوفمبر 2022 بواسطة نتفليكس.

## القصة
عندما يعود المؤلف الشهير جيك تورنر (جاستن هارتلي) إلى المنزل في عيد الميلاد لتسوية ملكية والدته، يكتشف يوميات قد تحتوي على معلومات تتعلق بماضيه وماضي راشيل (باريت دوس) - امرأة شابة مثيرة للاهتمام. تظهر راشيل في نفس الوقت بحثًا عن معلومات حول والدتها نوال التي كانت مربية جيك. كانت نوال في السابعة عشرة من عمرها وقت ولادة راشيل واضطرت إلى التخلي عن طفلها، لأنها لم تكن قادرة على الاعتناء بها. ينطلق جايك وراشيل في رحلة معًا لتحدي ماضيهما واكتشاف مستقبل غير متوقع تمامًا.  

## الطاقم
- جاستن هارتلي في دور جيك تيرنر
- باريت دوس في دور راشيل كامبل
- إيسنس أتكينز بدور نويل إليس
- بوني بيديليا في دور إيلي فوستر
- جيمس ريمار في دور سكوت تيرنر
- آرون كوستا جانيس في دور مات سيجريتو
- جيف كوربيت في دور إيان بيج
- أندريا سوش بدور سفيتلانا
- لوسيا سبينا كمالك متجر كتب.

## روابط خارجية
- مذكرات نوال على نتفليكس (الاشتراك مطلوب)